# Андреас Папандреу
Анреас Папандреу (грч. Ανδρέας Γ. Παπανδρέου; Хиос, 5. фебруар 1919 — Атина, 23. јун 1996) био је грчки економиста, академик и политичар и доминантна фигура у грчкој политици. Оснивач је Свегрчког социјалистичког покрета (ПАСОК) 1974. и први социјалистички премијер Грчке од 1981. Син Јоргоса Папандреа, Андреас је академско знање стекао на Харварду. У два мандата био је и премијер Грчке (21. октобар 1981 – 2. јул 1989. и 13. октобар 1993 – 17. јануар 1996).
Његово преузимање моћи 1981. утицало је на ток грчке политичке историје, завршавајући скоро 50 година дуг систем власти у коме доминирају конзервативне силе; достигнућа његових узастопних влада укључују званично признање грчког отпора против Сила Осовине, оснивања Националног здравственог система и Врховног савета за персоналну селекцију (ASEP), усвајање закона који је знатно побољшао права радника.

## Детињство, младост и каријера
Андреас је рођен на острву Хиос, као син Софије Минејко и водећег грчког либералисте Јоргоса Папандреа. Његов деда по мајци био Пољак по рођењу, јавна личност, Зигмунт Минејко, а бака по мајци је била Гркиња. Пре универзитета, он је похађао Атина Колеџ, водећу приватну школу у Грчкој. Ишао је на Национални и Каподистријски универзитет у Атини од 1937 до 1938, када је, током фашистичке диктатуре Метаксаса, био ухапшен због наводног троцкизма. Након представљања од стране његовог оца, било му је дозвољено да оде у САД.
Године 1943. Андреас је стекао докторат из економије на Харварду. Одмах након докторирања придружио се америчким ратним напорима и добровољно се придружио америчкој морнарици, служећи као испитивач модела за поправку ратних бродова и као болничар у Bethesda Naval Hospital за ратне рањенике поставши тако амерички грађанин. Вратио се на Харвард 1946. године и радио као предавач и ванредни професор до 1947. Онда је он одржао професуре на Универзитету у Минесоти, Калифорнији, Берклију (где је он био председник одељења за економију), Стокхолмском универзитету и Јорк универзитету у Торонту. 1948, од је ушао у везу са студентом новинарства на Универзитету у Минесоти, Маргарет Чант. Након што се Чант развела, и након свог развода од Кристине Разије, његове прве жене, Папандреу и Чант су се венчали 1951. Имали су три сина и ћерку. Папандреу је такође имао са шведском глумицом и ТВ водитељком, Рагном Ниблом, ванбрачну ћерку, Емилију Ниблом, која је рођена 1969. у Шведској.

## Политичка каријера
Папандреу се вратио у Грчку 1959, где је предводио економски истраживачки развојни програм, на позив премијера Константиноса Караманлиса. Године 1960. изабран је за председника Управног одбора и генералног директора Атинског економског истраживачког центра и саветника Грчке банке. 1963, његов отац, Јоргос Папандреу, председник сопствене партије, постао је премијер Грчке. Андреас је постао његов главни економски саветник. Он се одрекао америчког држављанства и изабран је у грчком парламенту на грчким законодавним изборима 1964. године. Одмах након тога постао је министар у првом министарству државе (у ствари, помоћник премијера).
Папандреу је имао неутралан став о Хладном рату и пожелео да Грчка буде независна од САД. Такође је критиковао масовно присуство америчке војске и интелигенције у Грчкој и тражио да се уклоне војне старешине са анти-демократским тенденцијама из грчке војске.
Године 1965, док је Аспида завера у оквиру Хеленске армије била под истрагом, наводно од стране политичке опозиције да је укључен Андреас лично, Јоргос Папандреас је пребацио лопту на министра одбране и натерао га да то преузме на себе. Константин II Грчки је одбио да прихвати овај потез и у суштини приморао Јоргоса Папандреа на оставку. Грчка је тада ушла у период поларизације и нестабилности, који се завршио државним ударом 21. априла 1967. године.
Када су грчки пуковници, предвођени Јоргосом Пападопулосом преузели власт у априлу 1967, Андреас је био затворен. Густ Авракотос, високо рангирани официр ЦИА-е у Грчкој, који је био близу пуковника који су водили пуч, саветовао их је да пуцају на њих, јер ће се они вратити да их прогоне. Његов отац, Јоргос Папандреу, био је стављен у кућни притвор. Јоргос, већ у позним годинама, умро је 1968. године. Под великим притиском америчких академика и интелектуалаца, као што је Џон Кенет Галбрајт, Андреасов пријатељ од харвардских дана, војни режим је условно пустио Андреаса да напусти земљу. Папандреу се тада преселио у Шведску са својом супругом, четворо деце и мајком. Тамо је прихватио посао на Стокхолмском универзитету. У Паризу, док је био у изгнанству, формирао је анти-диктаторску организацију, Панхеленски ослободилачки покрет (ПАК) и обишао свет у циљу окупљања опозиције грчког војног режима. Упркос свом бившем америчком држављанству и каријери у САД, Папандреу је оптужио ЦИА-у као одговорну за државни удар и све више је био критички настројен према Савезној влади САД. У раним 70-им годинама, током друге фазе диктатуре у Грчкој, упоредо са већином водећих грчких политичара, у изгнанству или у Грчкој, супротставио се покушајем политичке нормализације Јоргос Пападопулос. 6. августа 1974, Андреас Папандреу је сазвао ванредну седницу Националног конгреса ПАК-а у Винтертуру, када је одлучен распад покрета, и то је било јавно објављено.
Папандреу се вратио у Грчку после пада хунте 1974, током метаполитефсија, и формирао нову радикалну странку, Панхеленски социјалистички покрет (ПАСОК). Већина његових савезника из ПАК-а, као и припадници других анти-диктаторских група, као што је Демократска одбрана, придружиле су се новој партији.

### “Промена”
На грчким законодавним изборима 1981. године ПАСОК је однела убедљиву победу над конзервативном Новом демократском партијом и Папандреу је постао први социјалистички премијер Грчке. Главни слоган партије био је Allagi (промена).
У служби, Папандреу је одустао од много својих предизборних обећања и имао конвенционалнији приступ. Грчка није изашла из НАТО-а, америчким трупама и војним базама није наређено да напусте Грчку, грчко чланство у Европској економској унији је настављено, углавном због тога што се Папандреу показао веома способним да обезбеди новчану помоћ за Грчку. У домаћим пословима, Папандреова влада је одмах спровела масовни програм редистрибуције богатства од дана ступања на дужност да би повећала доступност права на накнаду помоћи за незапослене и слабо плаћене раднике. Пензије, заједно са просечним платама и минималним зарадама, повећане су и направљене су промене у закону о раду. Утицај ПАСОК-ове владе на социјалну и економску политику био је такав да је 1988. године процењено да две трећине од укупног смањења неједнакости у периоду између 1974. и 1982. године, десило се само у периоду између 1981. и 1982. године.
Током тог времена службе, Папандреова влада је спровела свеобухватну реформу социјалне политике увођењем државу у благостање, значајно је проширила мере заштите, проширила покривеност здравствене заштите (“Национални здравствени систем” је био покренут, што је модерну медицину омогућило и у руралним областима по први пут), промовисала државни субвенционисани туризам за породице са ниским примањима и финансирање социјалних установа за старије особе. Сеоска подручја су имала користи од побољшаних државних служби, права и приходи ниско плаћених особа су знатно повећани и избеглицама грађанског рата, које су живеле у иностранству, било је дозвољено да се врате некажњено.

## Папанреов имиџ и утицај на популарну културу
И присталице и противници обраћали су му се личним именом, Андреас, што је јединствена ситуација у грчкој политичкој историји и доказ његове харизме и популарности. Андреас је био познат због ношења свог пословног одела - ролке, уместо традиционалне беле кошуље и кравате. Он је на тај начин створио велику моду, углавном, али не искључиво, међу својим присталицама. Његово прво појављивање у грчком парламенту са црном ролком уместо кошуље и кравате изазвало је масовну пометњу у конзервативној штампи, која је то сматрала за непоштовање парламента; међутим, цела ствар је само допринела његовој популарности.